# Armand Frappier
Armand Frappier, OBE, OC, NOC, FRSC, kanadski mikrobiolog, zdravnik in akademik, * 26. november 1904, Salaberry-de-Valleyfield, Quebec, Kanada, † 17. december 1991, Montreal, Kanada.
Frappier je bil eden svetovnih strokovnjakov na področju raziskovanja tuberkuloze.